# Indy Lights 2008
Firestone Indy Lights 2008 kördes över 16 omgångar, på 12 banor.

## Statistik

### Delsegrare
| Datum       | Bana              | Vinnare           |
| ----------- | ----------------- | ----------------- |
| 29 mars     | Homestead         | Dillon Battistini |
| 5 april     | Saint Petersburg  | Raphael Matos     |
| 6 april     | Saint Petersburg  | Richard Antinucci |
| 27 april    | Kansas Speedway   | J.R. Hildebrand   |
| 23 maj      | Indianapolis      | Dillon Battistini |
| 1 juni      | Milwaukee         | Bobby Wilson      |
| 21 juni     | Iowa Speedway     | Dillon Battistini |
| 5 juli      | Watkins Glen      | Raphael Matos     |
| 5 juli      | Watkins Glen      | Richard Antinucci |
| 12 juli     | Nashville         | Bia Figueiredo    |
| 19 juli     | Mid-Ohio          | Raphael Matos     |
| 19 juli     | Mid-Ohio          | James Davison     |
| 9 augusti   | Kentucky Speedway | Dillon Battistini |
| 23 augusti  | Sears Point       | Franck Perera     |
| 24 augusti  | Sears Point       | Pablo Donoso      |
| 7 september | Chicagoland       | Arie Luyendyk Jr. |

### Slutställning
| Plats | Förare             | Poäng |
| ----- | ------------------ | ----- |
| 1     | Raphael Matos      | 510   |
| 2     | Richard Antinucci  | 478   |
| 3     | Bia Figueiredo     | 449   |
| 4     | Arie Luyendyk Jr.  | 428   |
| 5     | J.R. Hildebrand    | 409   |
| 6     | Dillon Battistini  | 385   |
| 7     | Pablo Donoso       | 360   |
| 8     | Logan Gomez        | 358   |
| 9     | James Davison      | 333   |
| 10    | Sean Guthrie       | 322   |
| 11    | Brent Sherman      | 300   |
| 12    | Bobby Wilson       | 288   |
| 13    | Jeff Simmons       | 285   |
| 14    | Cyndie Allemann    | 250   |
| 15    | Andrew Prendeville | 247   |
| 16    | Robbie Pecorari    | 235   |
| 17    | Franck Perera      | 220   |
| 18    | Jonny Reid         | 186   |
| 19    | Wade Cunningham    | 169   |
| 20    | Daniel Herrington  | 152   |